# Should a Wife Forgive?
Should a Wife Forgive? è un film muto del 1915 diretto da Henry King.

## Trama
Jack Holmes accompagna Alfred Bedford, un suo vecchio compagno di scuola, in una sala da ballo dove lavora l'amante di Alfred, Rose. Jack rimane affascinato dalla donna e, per lei, comincia a trascurare la moglie Mary. Quest'ultima si mette a spiare il marito e una sera lo vede a teatro insieme all'altra donna. Fingendo di essere una reporter, Mary riesce a entrare nell'appartamento di Rose. Rispondendo al telefono, Mary sente dall'altra parte della cornetta la voce di Jack, cosa che la conferma nei suoi peggiori sospetti.
Rose, intanto, venendo a sapere che il suo uomo è già sposato, decide di uccidersi e cerca di convincere Jack di unirsi a lei in quel patto di morte. Ma Bedford, il suo ex, si introduce nell'appartamento e, pistola alla mano, si confronta che Jack. Rose viene colpita ma entrambi gli uomini riescono a sfuggire l'arresto. Jack, pentito, torna a casa per chiedere perdono alla moglie ma Mary gli chiede di andare via a meditare sugli errori commessi.

## Produzione
Il film, che in origine aveva il titolo The Lady of Perfume, fu prodotto dalla Horkheimer Studios..

## Distribuzione
Il copyright del film, richiesto dalla Equitable Motion Pictures Corp., fu registrato il 29 ottobre 1915 con il numero LU6883.
Distribuito dalla World Film e Equitable Motion Pictures Corporation, il film uscì nelle sale cinematografiche statunitensi l'8 novembre 1915.
Copia completa della pellicola si trova conservata negli archivi della Library of Congress di Washington.